# Kim Chung-tae
Dans ce nom, le nom de famille, Kim, précède le nom personnel.
Kim Chung-Tae, né le 6 juin 1980, est un archer sud-coréen.

## Palmarès
- Jeux olympiques
  -  Médaille d'or en équipe aux Jeux olympiques d'été de 2000 à Sydney.